# Up the Academy
Up the Academy é um filme de comédia teen de 1980, dirigido por Robert Downey, Sr..

## Sinopse
O filme fala sobre um grupo de jovens de uma escola militar que sofrem com um Major sádico, interpretado por Ron Leibman. Ralph Macchio, e outros adolescentes dos mais variados tipos sofrem com as indignidades cometidas contra eles pelo Major e fazem o que podem com os estereótipos sexuais, étnicos e raciais que tem de enfrentar ao longo do filme.
O filme foi o único a ser realizado pela Revista MAD.

## Elenco
- Wendell Brown... Ike
- Tommy Citera... Hash
- Hutch Parker... Oliver
- Ralph Macchio... Chooch
- Harry Teinowitz... Rodney Ververgaert
- Tom Poston... Sisson
- Ian Wolfe... Comandante Causeway
- Antonio Fargas... Treinador
- Stacey Nelkin... Candy
- Barbara Bach... Bliss
- Leonard Frey... Keck
- Luke Andreas... Vitto
- Candy Ann Brown... Nubia
- King Coleman... Reverendo MacArthur
- Rosalie Citera... Sra. Bombalazzi
- Yvonne Francis... Mulher do comandante
- James G. Robertson... Prefeito Holt
- Rosemary Eliot... Mulher do Prefeito Holt
- Louis Zorich... Sheik Amier
- Robert Downey Jr.... Menino no time de futebol (Não-creditado)
- Ron Leibman... Policial (uncredited)
- Bill Nash... Kevin (Não-creditado)